# Giuseppe Cavalli
Giuseppe Cavalli (Lucera, 29 de noviembre de 1904-Senigallia, 25 de octubre de 1961) fue un fotógrafo italiano, defensor de una fotografía artística de composiciones sobrias, luminosas, de gran pureza de líneas. 
Hermano gemelo del pintor Emanuele Cavalli, Giuseppe se licenció en Derecho en Roma en 1929. Realizó sus primeras fotografías durante la segunda mitad de la década de 1930. En 1942 publicó, junto a otros amigos fotógrafos afines en pensamiento y estilo artístico, el libro Otto fotografi italiani d'oggi. Esta publicación se convertirá en una suerte de manifiesto programático de un grupo de fotógrafos que se oponían a la retórica de la fotografía fascista, defendiendo una fotografía pura, de formas sencillas, que buscaba lo esencial. Estos presupuestos fueron asumidos por el grupo fotográfico «La Bussola» (La Brújula), que nació oficialmente en Milán en abril de 1947. El manifiesto del grupo fue escrito por el propio Cavalli:

Nosotros creemos en la fotografía como arte [...]. Quien dijera que la fotografía artística debe sólo documentar nuestros tiempos [...] cometería el mismo sorprendente error de un crítico de arte o literario que quisiera imponer a pintores o poetas la obligación de obtener inspiración de cosas o sucesos determinados y sólo de ellos, olvidando [...] el axioma fundamental de que en arte el asunto no tiene ninguna importancia [...]. El documento no es arte; y si lo és, lo es independientemente de su naturaleza de documento [...] Esforzarse en la divulgación de estas ideas, con el objeto de que se alcance a difundir entre los fotógrafos un credo estético válido, es la tarea que se imponen los componentes del grupo La Bussola.
Manifiesto del grupo fotográfico La Bussola

En 1954 Cavalli fundó y dirigió otro grupo fotográfico, con el que continuó defendiendo sus ideas artísticas. Este grupo se llamó la Associazione Fotografica Misa, al cual se adhirieron fotógrafos jóvenes como Mario Giacomelli, Ferruccio Ferroni, Piergiorgio Branzi y Alfredo Camisa. Giacomelli y Cavalli legaron un importante archivo fotográfico al Museo d'Arte Moderna e dell'Informazione de Senigallia, donde se puede ver su obra.

## Exposiciones
En 2006 se dedicó a Cavalli una exposición monográfica en la sede del Palacio Braschi del Museo di Roma.